# میمی سارکیسیان
میمی سارکیسیان (ارمنی: Միմի Սարկիսյան؛ انگلیسی: Mimi Sarkisian؛ ۱۸ ژوئیهٔ ۱۹۵۱) یک بازیگر ارمنی-آمریکایی است. وی بین سال‌های ۱۹۷۰ تا کنون میلادی فعالیت می‌کرد.

## زندگی‌نامه
وی در ۱۸ ژوئیه ۱۹۵۱ در سان فرانسیسکو به دنیا آمد . 

## گزیده فیلمشناسی
از فیلم‌ها یا برنامه‌های تلویزیونی که وی در آن نقش داشته‌است می‌توان به دیوانه از قفس پرید در نقش پرستار پیلبو اشاره کرد. 